# モデルアート社
モデルアート社とは、東京都千代田区飯田橋に本社を持つ、模型関連の雑誌、書籍を発行する出版社。

## 概要
モデルアートの版元として業界の発展、趣味人の交流に貢献してきた。

## 主な定期刊行雑誌
- モデルアート - 月刊誌、毎月26日発売
- 艦船模型スペシャル - 季刊誌、2月、5月、8月、11月の各月15日発売
- 飛行機模型スペシャル - 季刊誌、1月、4月、7月、10月の各月中旬発売
- オートモデリング - 不定期発売